# NGC 1708
NGC 1708 je otvoreni skup u zviježđu Žirafi. 

## Vanjske poveznice
- SEDS: NGC 1708